# Copa portuguesa d'hoquei sobre patins femenina
La Copa de Portugal d'hoquei sobre patins femenina (en portuguès: Taça de Portugal Femenina o Taça de Portugal de Hóquei Patins Femenino) és una competició esportiva de clubs d'hoquei sobre patins femenins portuguesos. De caràcter anual, està organitzada per la Federació Portuguesa de Patinatge. Hi participen els vuits millors equips classificat de la primera volta de la Campionat de Portugal d'hoquei sobre patins. Se celebren vuitens i quarts de final en format d'eliminació directa a doble volta. Els quatre classificats disputen una final a quatre que determina el campió del torneig. Esta considera la segona competició més important hoquei sobre patins femení a Portugal.
El dominador de la competició és l'Sport Lisboa e Benfica amb nou títols de forma consecutiva entre 2014 i 2023, seguit pel Centro Desportivo Nortecoope amb set.

## Historial
| En negreta = Equip guanyador (1) = Nombre de campionats (prò.) = Gol d'or a la pròrroga (p.) = Gol de penalti Nota: Noms dels equips segons l'època |

| Edició | Temporada | Data                                                       | Campió                                                     | Resultat                                                   | Subcampió                                                  | Seu                                                        | refs   |
| ------ | --------- | ---------------------------------------------------------- | ---------------------------------------------------------- | ---------------------------------------------------------- | ---------------------------------------------------------- | ---------------------------------------------------------- | ------ |
| I      | 1992–93   |                                                            | CSP Alfena (1)                                             | 3–2                                                        | ACD Vila Boa do Bispo                                      | Castelo de Paiva                                           |        |
| II     | 1993–94   |                                                            | CSP Alfena (2)                                             | 2–0                                                        | ACD Vila Boa do Bispo                                      | Arazede                                                    |        |
| III    | 1994–95   |                                                            | ACD Vila Boa do Bispo (1)                                  | 3-2 (prò.)                                                 | CSP Alfena                                                 | Alcobaça                                                   |        |
| IV     | 1995–96   |                                                            | CD Nortecoope (1)                                          | 2–1                                                        | CH Carvalhos                                               | Penafiel                                                   |        |
| V      | 1996–97   |                                                            | CH Carvalhos (1)                                           | 1–0                                                        | AA Amadora                                                 | Paços de Ferreira                                          |        |
| VI     | 1997–98   |                                                            | AA Amadora (1)                                             | 3–1                                                        | HC Sintra                                                  | Sintra                                                     |        |
| VII    | 1998–99   |                                                            | CD Nortecoope (2)                                          | 4–2                                                        | CH Carvalhos                                               | Arazede                                                    |        |
| VIII   | 1999–00   |                                                            | AA Amadora (2)                                             | 3–1                                                        | ACD Vila Boa do Bispo                                      | Marco de Canavezes                                         |        |
| IX     | 2000–01   |                                                            | CD Nortecoope (3)                                          | 3–1                                                        | ACR Gulpilhares                                            | Almodovar                                                  |        |
| X      | 2001–02   |                                                            | CD Nortecoope (4)                                          | 1–0                                                        | ACR Gulpilhares                                            | Vila Nova de Gaia                                          |        |
| XI     | 2002–03   |                                                            | CD Nortecoope (5)                                          | 5–1                                                        | HC Mealhada                                                | Alcobaça                                                   |        |
| XII    | 2003–04   |                                                            | CD Nortecoope (6)                                          | 8–0                                                        | AF Arazede                                                 | Vila Noda de Poiares                                       |        |
| XIII   | 2004–05   |                                                            | CD Nortecoope (7)                                          | 3–2                                                        | ACR Gulpilhares                                            | Alcobaça                                                   |        |
| XIV    | 2005–06   |                                                            | Fundação Nortecoope (1)                                    | 4–3                                                        | ACR Gulpilhares                                            | Torres Novas                                               |        |
| XV     | 2006–07   |                                                            | Fundação Nortecoope (2)                                    | 15–1                                                       | Ext. Són Filipe                                            | Nazaré                                                     |        |
| XVI    | 2007–08   |                                                            | Fundação Nortecoope (3)                                    | 4–3                                                        | HC Mealhada                                                | Santa Maria da Feira                                       |        |
| XVII   | 2008–09   |                                                            | Fundação Nortecoope (4)                                    | 3–0                                                        | HC Turquel                                                 | Turquel                                                    |        |
| XVIII  | 2009–10   |                                                            | Fundação Nortecoope (5)                                    | 6–5                                                        | GDR Os Lobinhos                                            | Arazede                                                    |        |
| XIX    | 2010–11   |                                                            | GDR Os Lobinhos (1)                                        | 3–2                                                        | HC Turquel                                                 | Vila Nova Foz Côa                                          |        |
| XX     | 2011–12   | 01-07-2012                                                 | GDR Os Lobinhos (2)                                        | 4–2                                                        | HC Turquel                                                 | Pavilhão António Mexia, Coimbra                            | [ 1 ]  |
| XXI    | 2012–13   | 14-07-2013                                                 | AD Sanjoanense (1)                                         | 3–2                                                        | HC Turquel                                                 | Pavilhão Gimnodesportivo de Turquel                        | [ 2 ]  |
| XXII   | 2013–14   | 15-06-2014                                                 | SL Benfica (1)                                             | 8–2                                                        | AD Sanjoanense                                             | Pavilhão Fernando Lopes Graça, Parede                      |        |
| XXIII  | 2014–15   | 14-06-2015                                                 | SL Benfica (2)                                             | 5–2                                                        | Académica de Coimbra                                       | Luso, Mealhada                                             | [ 3 ]  |
| XXIV   | 2015–16   | 29-05-2016                                                 | SL Benfica (3)                                             | 5–1                                                        | Académica de Coimbra                                       | Pavilhão d'Olivera de l'Hospital                           |        |
| XXV    | 2016–17   | 04-06-2016                                                 | SL Benfica (4)                                             | 5–1                                                        | Stuart HC Massamá                                          | Pavilhão Alfredo Bento Calado, Almeirim                    |        |
| XXVI   | 2017–18   | 24-06-2017                                                 | SL Benfica (5)                                             | 7–3                                                        | CH Carvalhos                                               | Pavilhão do CA de Campo de Ourique                         |        |
| XXVII  | 2018–19   | 09-06-2019                                                 | SL Benfica (6)                                             | 9–1                                                        | CACO                                                       | Pavilhão Gimnodesportivo de Turquel                        | [ 4 ]  |
| XXVIII | 2019-20   | Edició cancel·lada pel risc públic de contagi del COVID-19 | Edició cancel·lada pel risc públic de contagi del COVID-19 | Edició cancel·lada pel risc públic de contagi del COVID-19 | Edició cancel·lada pel risc públic de contagi del COVID-19 | Edició cancel·lada pel risc públic de contagi del COVID-19 | [ 5 ]  |
| XXIX   | 2020-21   | 11-07-2021                                                 | SL Benfica (7)                                             | 7-0                                                        | Infante Sagres                                             | Pavilhão da Ventosa do Bairro, Mealhada                    | [ 6 ]  |
| XXX    | 2021-22   | 03-07-2022                                                 | SL Benfica (8)                                             | 3-1                                                        | Sporting CP                                                | Pavilhão Leonel Fernandes, Seixal                          | [ 7 ]  |
| XXXI   | 2022-23   | 11-06-2023                                                 | SL Benfica (9)                                             | 5-1                                                        | Académico da Feira                                         | Pavilhão Municipal Nortecoop, Maia                         | [ 8 ]  |
| XXXII  | 2023-24   | 14-07-2024                                                 | SL Benfica (10)                                            | 3-2                                                        | APAC Tojal                                                 | Pavilhão Gimnodesportivo, Sesimbra                         | [ 9 ]  |
| XXXIII | 2024-25   | 17-05-2025                                                 | SL Benfica (11)                                            | 2-1                                                        | AD Sanjoanense                                             | Pavilhão Municipal, Vila Nova de Famalicão                 | [ 10 ] |

## Palmarès
| Equip                               | Campió | Subcampió | Total | Anys campió                                                      | Anys subcampió         |
| ----------------------------------- | ------ | --------- | ----- | ---------------------------------------------------------------- | ---------------------- |
| Sport Lisboa e Benfica              | 11     | 0         | 11    | 2014, 2015, 2016, 2017, 2018, 2019, 2021, 2022, 2023, 2024, 2025 | —                      |
| Club Deportivo Nortecoope           | 7      | 0         | 7     | 1996, 1999, 2001, 2002, 2003, 2004, 2005                         | —                      |
| Fundação Nortecoope                 | 5      | 0         | 5     | 2006, 2007, 2008, 2009, 2010                                     | —                      |
| Centro Social e Paroquial de Alfena | 2      | 1         | 3     | 1993, 1994                                                       | 1995                   |
| Associação Académica da Amadora     | 2      | 1         | 3     | 1998, 2000                                                       | 1997                   |
| Associação Desportiva Sanjoanense   | 1      | 2         | 2     | 2013                                                             | 2014, 2025             |
| ACR Gulpilhares                     | 0      | 4         | 4     | ―                                                                | 2001, 2002, 2005, 2006 |
| Hóquei Clube de Turquel             | 0      | 4         | 4     | ―                                                                | 2009, 2011, 2012, 2013 |
| Sporting Clube de Portugal          | 0      | 1         | 1     | ―                                                                | 2022                   |
| Académico da Feira                  | 0      | 1         | 1     | ―                                                                | 2023                   |
| APAC Tojal                          | 0      | 1         | 1     | ―                                                                | 2024                   |